# ヤマハ・OX11A
ヤマハ・OX11Aは、ヤマハ発動機と英国のエンジンコンストラクターであるジャッドによって共同開発された、F1用エンジン。1996年から1997年まで使用された。ジャッドJVとも呼ばれる。

## 概要
1995年に使用されたOX10Cが、1994年に使用されたOX10Bの改修版（排気量縮小に対応したストローク量のダウン）であったのに対し、OX11Aは完全な新型として製作された。シリンダーライナー形状を工夫し壁を薄くすることでエンジンのコンパクト化を推進し、重量も乾燥状態で95kgと超軽量エンジンとして仕上がった。1997年は各部の改良で100kg前後に増加していたが、それでも同時代のエンジンのなかではかなり軽量だった。元々1995年に投入予定で開発が進められていたがレギュレーション変更により排気量が3.5Lから3Lに縮小され設計変更を余儀なくされ開発が遅れた。

### 1996年
1993年以来のパートナーであるティレルに供給された。しかし、革新的なエンジンであるがゆえにトラブルが多発し、特にエンジン小型化のために薄くしたシリンダー壁にトラブルが集中した。また、エンジンの剛性面でも疑問符がついた。しかもティレルもメインスポンサーが無い状況で資金的に苦しく、このシーズンはミカ・サロが5ポイント稼いだが、片山右京は決勝最高位7位と惜しい所でノーポイントとなった。この年をもってティレルとの契約が終了した。

### 1997年
1997年シーズンは、エンジンの供給先を低迷したティレルからアロウズに変更。1996年に明らかになったトラブルに対処すると共に、エンジン単体の性能に関しても改善。開幕戦にはエンジン下部にあたる潤滑系やクランクシャフト、オイルポンプ、ウォーターポンプの全面的な見直しでフリクションの低減を図り、出力アップを実現したスペックCエンジンを投入。第4戦からは、エンジン上部の潤滑系やシリンダーヘッド、カムシャフトとバルブ、吸気システムとニューマチックシステムを一新。より優れた吸・排気効率を実現することで、出力とドライバビリティを向上させたスペックDエンジンを投入した。この改良が実り、第9戦イギリスGPでデイモン・ヒルが6位入賞を果たした。2戦後の第11戦ハンガリーGPでヒルが予選3位を獲得した。決勝でも序盤でミハエル・シューマッハとジャック・ヴィルヌーヴを交わしトップを快走、2位のヴィルヌーヴに30秒の大差をつけていたが、残り2周という所で油圧系トラブルが発生。アクセルが戻らなくなり、ギヤも3速に固まり急失速、結局最終周にヴィルヌーヴに交わされ2位に終わったが、ヤマハエンジンが最も優勝に近づいた瞬間でもあった。その後はニュルブルクリンクで行われた第15戦ルクセンブルクGPでヒルの同僚であるペドロ・ディニスが5位入賞。これがヤマハにとっての最後の入賞となった。ちなみに完走率は48.5%だった。
1998年シーズン、ヤマハに対してアロウズは自社エンジン・アロウズT2-F1（アロウズと同じトム・ウォーキンショー・レーシング傘下の企業・ハートが開発したエンジン・ハート1030を改称したもの）にヤマハのバッジネームを付けることによって、エンジンビルダーではなくスポンサーとしてF1に残ることを提案したが、F1を自社のエンジン技術をアピールする場として参戦していたヤマハは拒否し、アロウズへのエンジン供給は終了した。新たな供給先が決定しなかったためにF1活動は一時休止されることになり、1999年の再開を目指したものの実現せず、結果的にOX11Aがヤマハにとって最後のF1エンジンとなった。
ヤマハがエンジンブロックのねじれ剛性不足を突き止めたのは1997年シーズン終了後に自発的に行っていた開発テストの中であった。

## スペック1996年仕様（カッコ内は1997年仕様）
- 気筒数・角度 V型10気筒・72度
- 排気量 2,996cc
- 全長 570.25mm(575mm)
- 全幅 511mm(499mm)
- 全高 385mm(373mm)
- 最高回転数 16,000rpm以上
- 最大馬力 700馬力以上
- 乾燥重量 95kg(105kg以下)
- スパークプラグ NGK
- イグニッション ザイテック
- インジェクション マニエッティ・マレリ
- 燃料・潤滑油 エルフ

## 成績
- 予選最高位8位・決勝最高位5位(1996年)(ティレル・024に搭載)コンストラクターズランキング8位
- 予選最高位3位・決勝最高位2位(1997年)(アロウズ・A18に搭載)コンストラクターズランキング8位